# Mezinárodní letiště Užhorod
Mezinárodní letiště Užhorod (ukrajinsky Міжнародний аеропорт Ужгород, Mížnarodnyj aeroport Užgorod; IATA:UDJ, ICAO:UKLU) je mezinárodní civilní letiště v ukrajinském Užhorodě.
Letiště má jeden terminál, který slouží celé Zakarpatské oblasti.[zdroj?]
Letiště má jednu betonovou ranvej: 10/28 v délce 2028 metrů. Letiště se nachází v nadmořské výšce 117 metrů. Letiště se nachází 100 metrů od slovenské hranice. 
Přílety a odlety z letiště probíhají přes slovenský vzdušný prostor, mezi ukrajinskou a slovenskou stranou existuje dohoda o provozu. 
Podle dohody ze dne 16. června 2006 ukrajinská strana převzala řízení letiště a může na slovenském území rozmístit potřebnou zabezpečovací techniku. Subjekty poskytujícími tyto služby jsou ukrajinský státní podnik na poskytování letových provozních služeb a Letové provozní služby, které koordinují svou činnost. 

## Historie
Letiště nebylo v provozu od roku 2016 (kromě několika měsíců v roce 2019, kdy se Motor Sich Airlines pokoušelo provozovat lety) až do června 2021. Na konci roku 2018 dostalo letiště certifikát od Evropské agentury pro bezpečnost letectví (EASA). Dne 15. března 2019 letiště obnovilo provoz pravidelných letů. Dne 24. září 2020 podepsaly Slovensko a Ukrajina dohodu o poskytování služeb letiště Užhorod. Společnost Windrose Airlines provedla první pravidelný let na trase Kyjev–Užhorod 2. června 2021. Dne 9. září 2021 bylo letiště plně funkční. Do té doby se lety uskutečňovaly podle takzvaných vizuálních letových pravidel. V březnu 2022 vyjádřilo Slovensko obavy, že z důvodu ruské invaze na Ukrajinu by mohlo dojít k útoku na toto letiště.

## Letecké spojení
Letecké společnosti provozující pravidelné a charterové služby na mezinárodní letišti Užhorod:
| Letecká společnost | Původ    | Destinace      |
| ------------------ | -------- | -------------- |
| Windrose Airlines  | Ukrajina | Kyjev-Boryspil |

## Fotogalerie

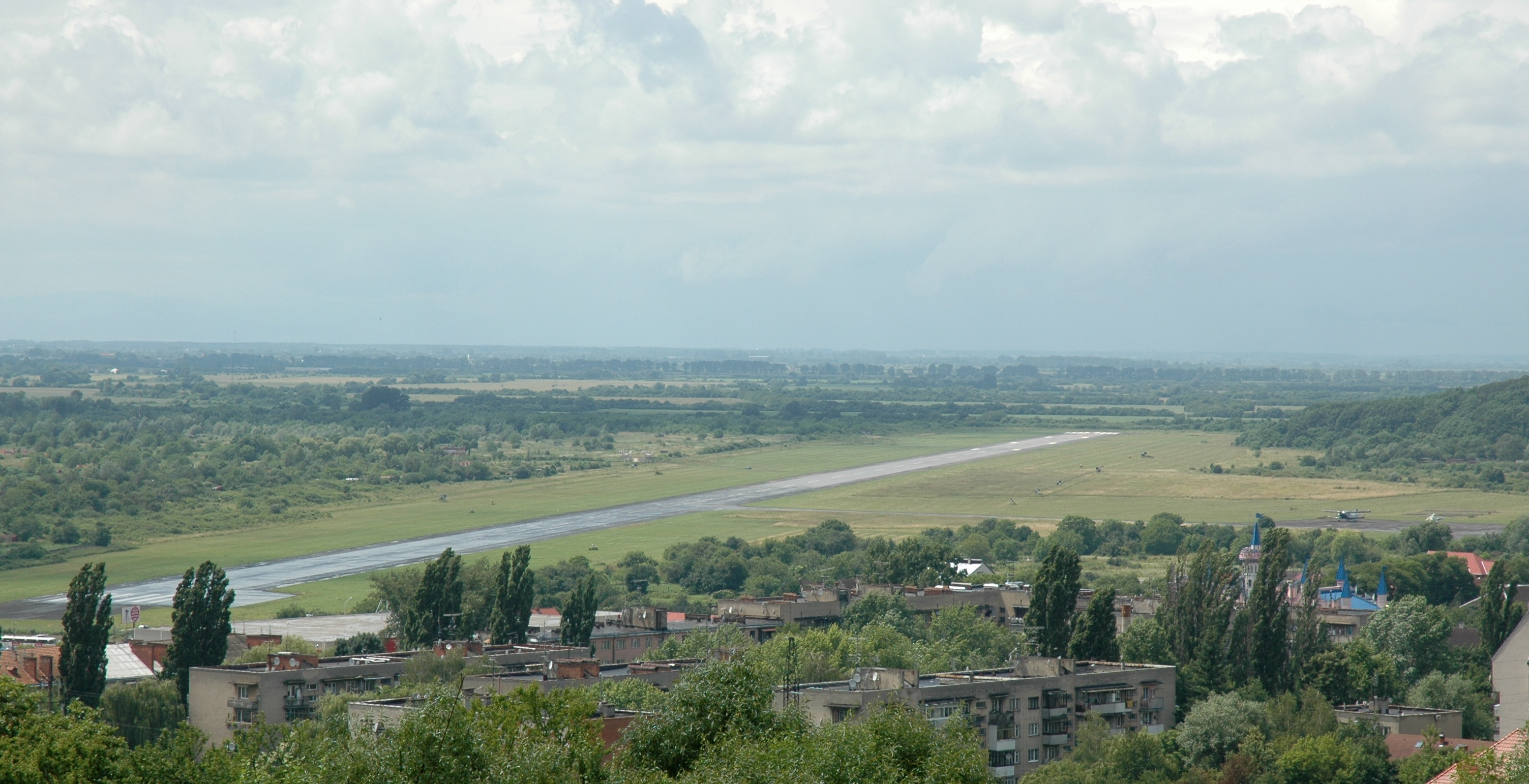
Celkový pohled na letiště v létě
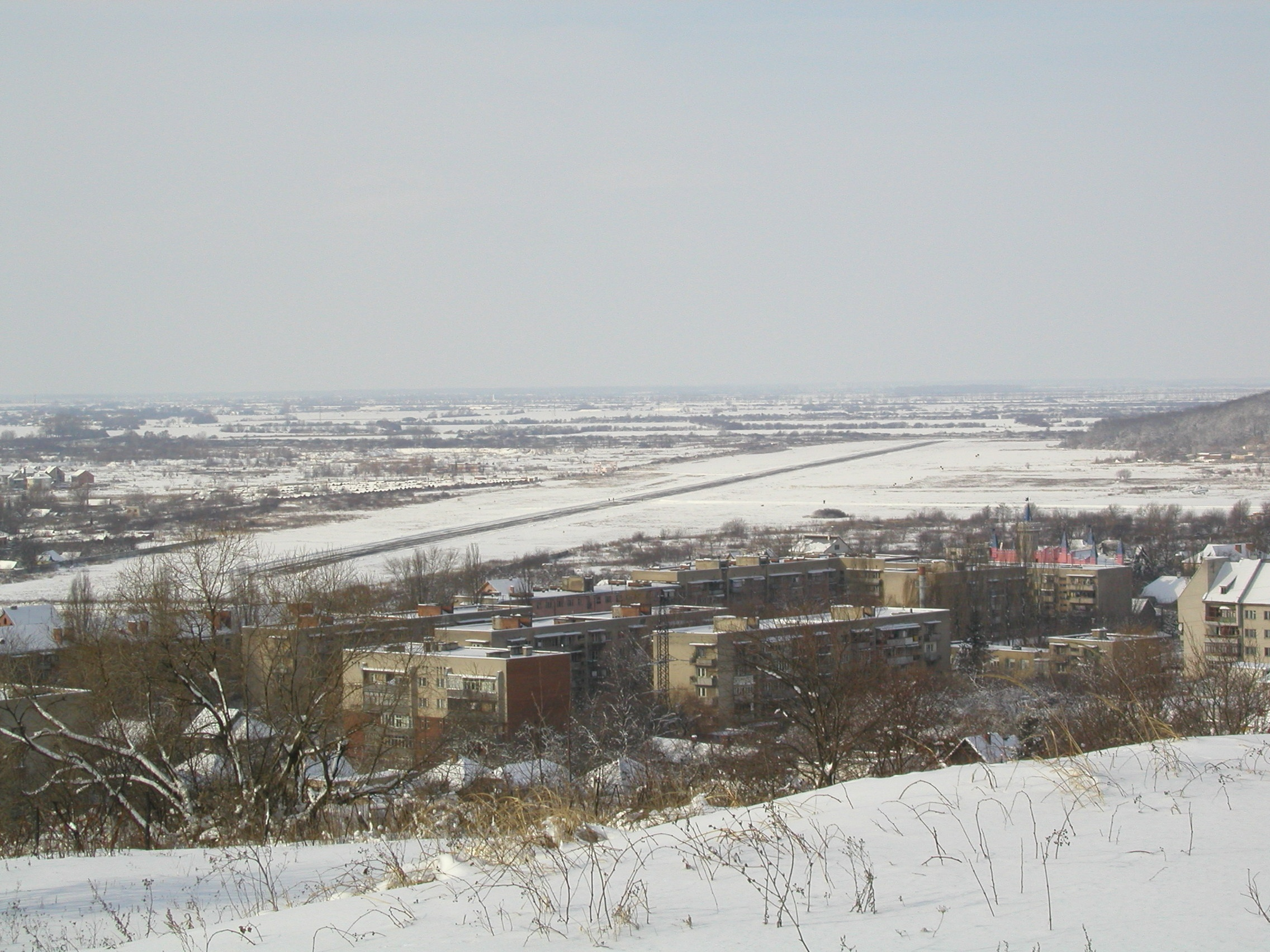
Celkový pohled na letiště v zimě